# Districtul Likoma
Likoma este un district în statul Malawi. Este alcătuit din 2 insule situate pe Lacul Malawi (Likoma și Chimzulu), exclave ale statului pe teritoriul statului Mozambic. Reședința districtului este orașul Likoma.